# Claisen-kondensation
Claisen-kondensation (ikke at forveksle med en Claisen-omlejring) er en reaktion mellem to estre eller en ester og en anden carbonyl, der danner et carbon–carbon bånd under tilstedeværelse af en stærk base. Reaktionen resulterer i en β-keto ester eller en β-diketon. Den er opkaldt efter den tyske kemiker Rainer Ludwig Claisen, som udgav sit arbejde med reaktionen i 1887.
| Animation zum Reaktionsmechanismus der Claisen-Kondensation |
| animation                                                   |